# هو (قصة)
«هو» عبارة عن قصة قصيرة من تأليف الكاتب الأمريكي في مجال الرعب لافركرافت كُتبت في أغسطس 1925، ونشرت في شهر سبتمبر من عام 1926 في مجلة ويرد تيلز.

## ملخص القصة
القصة تحكي عن رواي لم يذكر اسمه ندم ندما شديداً في إحدى الليالي لانتقاله من إنكلترا الجديدة-منطقة في شمال شرق الولايات المتحدة الأمريكية- إلى نيويورك، فحينما كان يتجول في إحدى المناطق القديمة من المدينة صادف رجل ذو ملابس غريبة من القرن الثامن عشر، وقد عرض الرجل على الراوي أن يريه أسرار المدينة
بعد ان يرافقه إلى مكان إقامتة، بدأ الرجل بإخباره عن قصة مالك الأرض الذي ساوم الهنود (الأمريكيون الأصليون)على أسرار طقوسهم المتعلقة بالوقت والمكان في الأرض التي يتخذها المالك حاليا له كمسكن. بعدما علم المالك عن أسرارهم، أعطى الهنود شراب مميت لكي يبقى الشخص الوحيد العالم بأسرارهم والرجل اكمل حديثة بإظهار التنبئات الراوي لماضي ومستقبل المدينة. بدأ الرواي بالصراخ لخوفه الشديد منه وعندها صرخات الرواي أوقظت أرواح الهنود لتثأر من الرجل وهو نفسه صاحب الأرض في 1768.

## الإلهام
القصة «هو» كتبت بعد جولة من المتبقي من نيويورك القديمة. عند حلول الساعة السابعة صباحاً من صباح اليوم التالي، وصل لفوكرافت إلى مدينة إليزبيث في ولاية نيو جيرسي، عن طريق العبارة، حيث اشترى كتاب عن تركيبة الدايم وكتب القصة في حديقة اليزابيث سكوت.
أنتقل لفوكرافت إلى نيويورك في مارس 1924 بسبب زواجة القصير من سونيا غرين الذي لم يدم طويلاً. بعد ذلك انتقل إلى بروفيدانس، رود ايلاند في أبريل 1926، بعد نمو كراهيته لنيويورك.
الأجزاءالأولى من «هو» يُعتقد أنها تعبر عن مشاعر وسيرة لفوكرافت الحقيقية عن المدينة. ويقول لفوكرافت
مجئي لنيويورك كان خطأ; بحثت عن التأثير ومصادر الإلهام في متاهات الشوارع المكتظه القديمة التي لا نهاية لها
كره لفوكرافت لنيويورك نشأ بسبب عنصريته التي انعكست في شخصية «هو» في القصة.
محكمة قرية غرينتش وشارع بييري المذكورة في القصة موجودة على أرض الواقع، وقد علم لوفوكفت بوجودها من مقالة في نيويورك إيفننغ بوست في 29 أغسطس اب 1924.